# San Cristóbal de Boedo
San Cristóbal de Boedo – gmina w Hiszpanii, w prowincji Palencia, w Kastylii i León, o powierzchni 10,78 km². W 2011 roku gmina liczyła 25 mieszkańców.